# Associazione per la matematica applicata alle scienze economiche e sociali
L'Associazione per la Matematica Applicata alle Scienze Economiche e Sociali, in acronimo AMASES, è una società scientifica italiana fondata nel 1976 con lo scopo di promuovere la ricerca e favorire l'informazione e la formazione scientifica relativamente alle applicazioni della Matematica nello studio dell'Economia, la Finanza, le Assicurazioni, le decisioni individuali, collettive, strategiche, aziendali e, in senso più ampio, ai problemi delle scienze sociali, attraverso l'utilizzo di modelli matematici, il cui studio si avvale di principi, metodi e tecniche di varie branche della matematica.
L'associazione conta attualmente circa 600 soci, di cui circa il 70% soci ordinari, il 15% giovani e il restante 15% soci onorari.
AMASES con SIMAI e AIRO forma la Federazione Italiana di Matematica Applicata (FIMA).
AMASES è membro istituzionale dell'European Mathematical Society (EMS) sotto la denominazione Italian Association of Mathematics Applied to Economic and Social Sciences.

## Attività
L'associazione cura la pubblicazione della rivista scientifica Decisions in Economics and Finance, contenente lavori di tipo sia metodologico sia applicativo nei quali si esplorano argomenti di matematica (o computazionali) direttamente motivati da problemi delle scienze economiche e sociali o che contribuiscono all'analisi di tali problemi. In precedenza, dal 1978 al 1999, la rivista aveva assunto il nome di Rivista di Matematica per le Scienze Economiche e Sociali.
Dal 1977 organizza un convegno annuale.
AMASES bandisce inoltre premi per i migliori articoli tratti da tesi di dottorato di ricerca e premi per le migliori presentazioni al convegno annuale da parte di giovani studiosi.

## Storia
L'associazione è stata ufficialmente fondata il 27 luglio 1976. Le sue radici affondano in una consolidata tradizione italiana di matematica applicata all'economia, finanza e scienze attuariali, con numerosi studiosi che fin dalla seconda metà dell'Ottocento hanno contribuito attivamente a queste discipline. Lo studioso più rappresentativo è senza dubbio Bruno de Finetti (1906-1985) che nel 1983 fu nominato presidente onorario dell'AMASES.
Anche grazie al suo apporto, negli anni Sessanta gli scambi fra mondo accademico e istituzioni economiche, finanziarie e assicurative si intensificarono, e un gruppo di matematici che operavano nelle facoltà di Economia sentirono l'esigenza di creare un'associazione che contribuisse a coordinare e promuovere ricerche di matematica applicata all'economia, la finanza, la ricerca operativa, le assicurazioni e le scienze sociali. la prima riunione esplorativa si tenne a Trieste nel 1966, alla quale parteciparono 15 studiosi: Bruno de Finetti, Giuseppe Ottaviani, Remo Cacciafesta e Bruno Tedeschi (professori all'Università di Roma), Luciano Daboni e Claudio de Ferra (Trieste), Dario Furst (Firenze), Mario Volpato (Venezia), Giuseppe Avondo Bodino (Milano), Eugenio Levi (Parma), Ettore Del Vecchio (Torino), Giuseppe Varoli (Bologna), Francesco Cacace (Genova), Giuseppe Lordi (Napoli), Angelo Pistoia (Pavia).
Dopo numerose e più affollate riunioni si arrivò alla fondazione ufficiale del 1976 in cui figuravano 37 soci fondatori: Luigi Albano, Enzo Aparo, Fulvio Arcangeli, Giuseppe Avondo-Bodino, Paolo Bortot, Francesco Brioschi, Francesco Cacace, Remo Cacciafesta, Giovanni Castellani, M.Alberto Coppini, Lucio Crisma, Michele Critani, Luciano Daboni, Claudio de Ferra, Bruno de Finetti, Mario Di Lazzaro, Alessandro Di Lorenzo, Filippo Emanuelli, Dario Furst, Guido Lisei, Umberto Magnani, Paolo Malesani, Paolo Manca, Ferruccio Minisola, Giuseppe Ottaviani, Massimiliano Ottaviani, Riccardo Ottaviani, Angelo Pistoia, Vittorio Provenza, Guido Rossi, Luigi Santoboni, Giorgio Szegö, Mario Trovato, Giuseppe Varoli, Mario Volpato, Ernesto Volpe Di Prignano, Attilio Wedlin.
Poi nel corso della prima riunione allargata dell'associazione fu eletto il primo presidente Luciano Daboni, allievo a Trieste di Bruno de Finetti.
Fin dalla sua creazione la sede ufficiale dell'associazione si trova a Milano, presso l'Università Commerciale Bocconi.
Dal 1977 l'AMASES organizza una conferenza annuale, solitamente nel mese di settembre, in collaborazione con una sede universitaria italiana. I convegni tenuti finora si sono svolti a: Pisa nel 1977, Montegrotto Terme (PD) nel 1978, Napoli nel 1979, Roma nel 1980, Perugia nel 1981, Marina di Campo (Isola d'Elba) nel 1982, Acireale (CT) nel 1983, Modena, Parma e Bologna nel 1984, Levico Terme (TN) nel 1985, Siena nel 1986, Aosta nel 1987, Palermo nel 1988, Verona nel 1989, Pescara nel 1990, Grado (GO) nel 1991, Treviso nel 1992, Ischia (NA) nel 1993, Modena nel 1994, Pugnochiuso (FG) nel 1995, Urbino (PU) nel 1996, Roma nel 1997, Genova nel 1998, Rende (CS) nel 1999, Padenghe sul Garda (BS) nel 2000, Firenze nel 2001, Verona nel 2002, Cagliari nel 2003, Modena nel 2004, Palermo nel 2005, Trieste nel 2006, Lecce nel 2007, Trento nel 2008, Parma nel 2009, Macerata nel 2010, Pisa nel 2011, Foggia nel 2012, Stresa
(VB) nel 2013, Reggio Calabria nel 2014, Padova nel 2015, Catania nel 2016, Cagliari nel 2017, Napoli nel 2018, Perugia nel 2019, Padova (modalità mista) nel 2020, Reggio Calabria (telematico) nel 2021, Palermo nel 2022, Milano Bicocca nel 2023, Ischia nel 2024, Firenze nel 2025.
In ogni convegno annuale, oltre alle relazioni brevi svolte dai soci in sessioni parallele dedicate a metodi matematici per l'economia, finanza matematica, teoria delle decisioni, teoria dei giochi, matematica attuariale, vengono invitati alcuni studiosi di fama, italiani o stranieri, per tenere conferenze plenarie.
L'attenzione dell'associazione è anche rivolta verso metodi computazionali, settore nel quale già de Finetti diede importanti contributi, e anche il secondo presidente onorario Mario Volpato (1915-2000), nominato nel 1995, è stato uno dei fondatori e vicepresidente del CINECA, il maggior centro di calcolo attualmente operativo in Italia.

## Presidenti
L'attuale presidente è Marco Li Calzi dal 1° gennaio 2025.
Precedenti presidenti sono stati:
- Andrea Consiglio (2023-2024)
- Bruno Viscolani (2017-2022)
- Achille Basile (2011-2016)
- Flavio Pressacco (2005-2010)
- Ernesto Volpe di Prignano (1999-2004)
- Giovanni Castellani (1993-1998)
- Luciano Daboni (1990-1992)
- Dario Furst (1985-1989)
- Claudio De Ferra (1981-1984)
- Luciano Daboni (1977-1980)

Sono stati inoltre presidenti onorari: Bruno de Finetti (1983-1985) e Mario Volpato (1995-2000).